# Dandya
Dandya là một chi thực vật có hoa trong họ Asparagaceae.